# Джездинський район
Джездинський район (каз. Жезді ауданы) — адміністративно-територіальна одиниця у складі Карагандинської та Джезказганської області, що існувала у 1963—1997 роках. Центр — селище Жезди.

## Історія
Джездинський район був утворений 2 січня 1963 року у складі Карагандинської області на території скасованих Джезказганського та Улутауського районів. До його складу увійшли Алгабаська, Джангільдинська, Жетиконурська, Кенгірська, Кіровська, Кшитауська, Первомайська, Сарисуська, Терсакканський та Улутауська с/р.
З 10 січня по 24 серпня 1963 року центр селища — смт Джезди — не входив до складу району та підпорядковувався Джезказганській міськраді.
У 1965 році до складу району з Джезказганської міськради було передано смт Актас та Карсакпай.
10 березня 1972 року Алгабаська, Жетиконурська, Кенгірська та Сарисуська с/р були передані в Джезказганський район. 22 березня Жетиконурську та Сарисуську с/р повернули до Джездинського району, але при цьому Джезказганському району відійшли Кшитауська, Первомайська, Терсакканська та Улутауська с/р.
З 20 березня 1973 року Джездинський район входив до складу Джезказганської області.
У 1974 році утворено Кокольську с/р.
У 1983 році утворено Мийбулакську с/р, а Жетиконурську с/р перейменовано на Борсенгірську.
1989 року скасовано Кіровську с/р.
У 1993 році район перейменований на Жездинський район, а його центр — на Жезди.
3 травня 1997 року Жездинський район було передано до Карагандинської області.
23 травня 1997 року Жездинський район було скасовано. При цьому всю територію було передано до Улитауського району.